# كتاب الهاكر المقدس
نشرت منظمة الهاكر الألمانية (CCC نادي الكومبيوتر للفوضى). كتاب الهاكر المقدس في طبعتين سنة 1985 و1988 وتم تحريرهما من قبل «وا هولاند» ونشر في صحيفة «غرون كرافت».
إن كتاب الهاكر هو ملخص للوثائق والقصص من مشاهد القرصنة، على سبيل المثال، دليل التعليمات للمقرنة الصوتية «داتا لو»، بالإضافة إلى ذلك يوفر أدلة وتفسيرات تقنية.
ظهرت الطبعة الأولى في عام 1985 بالعنوان الفرعي «سلطة الكابلات جيدة لك». وقد تم بيع 25 ألف نسخة بمنتصف عام 1988. وفي العام ذاته، أعطت الطبعة الثانية إسماً إضافياً وهو «العهد الجديد».
أما الصور الهزلية على الغلاف فهي من اختراع الفنانين الهزليين الألمان «مالي بينهورن» و«ورنر بوشخ» من الورشة الهزلية «بوش بينهورم».
و توقف إنتاج وتوزيع كتاب الهاكر المقدس في سنة 1990. ومنذ عام 1990، قدمت ال CCC نسخة متكاملة ومفلترة على الانترنت مع مواد أخرى مثل نصوص من «بيتير غلاس»، وثائقي عن «كترل كوش» وأعمال من «ترون» من نادي الكومبيوتر للفوضى. 

## روابط خارجية
- Online Archive Hackerbibel 1
- Online Archive Hackerbibel 2